# Your Arsenal
Your Arsenal — третий сольный студийный альбом бывшего вокалиста группы The Smiths Моррисси, изданный в 1992 году. Альбом получил хорошие отзывы критиков и занял четвёртое место в чарте альбомов Великобритании.

## Релиз
Your Arsenal был выпущен 27 июля 1992 года лейблом HMV. Он занял 4 место в чарте альбомов Великобритании.
Альбом получил Грэмми номинации Лучший альтернативный музыкальный альбом.

## Критика
| Оценки критиков               | Оценки критиков |
| Источник                      | Оценка          |
| ----------------------------- | --------------- |
| AllMusic                      | [ 5 ]           |
| Blender                       | [ 6 ]           |
| Entertainment Weekly          | A−              |
| Los Angeles Times             | [ 8 ]           |
| NME                           | 7/10            |
| Pitchfork Media               | 7.3/10          |
| Q                             | [ 11 ]          |
| Rolling Stone                 | [ 12 ]          |
| The Rolling Stone Album Guide | [ 13 ]          |
| The Village Voice             | A−              |

Your Arsenal получил высокую оценку критиков. Роберт Кристгау из The Village Voice назвал его своим «самым последовательным соло установленное на сегодняшний день». Билл Вайман из Entertainment Weekly писал, что гитарист Алан Вайт «предоставляет очень мелодичные, а иногда склоняемость к рокабилли под требования настроек Моррисси, и они часто в конечном итоге торжествуют».
Что касается альбома, он как "динамический, бодрящий слияние глэм-рока и рокабилли и отметив, что «рок труднее, чем любые другие записи когда-либо сделанные Моррисси», Стивен Томас Эрльюин из AllMusic назвал альбом как «лучшая сольная запись Моррисси и его лучшая работа с момента The Queen Is Dead».
Your Arsenal был назван одним из 50 лучших альбомов 1992 года журналом «Q».

## Список композиций
Автор слов Моррисси. 
Вся музыка написана Аланом Вайтом, кроме указанных.
| №   | Название                                        | Музыка        | Длительность |
| --- | ----------------------------------------------- | ------------- | ------------ |
| 1.  | «You're Gonna Need Someone on Your Side»        | Марк Э. Невин | 3:38         |
| 2.  | «Glamorous Glue»                                |               | 4:01         |
| 3.  | «We'll Let You Know»                            |               | 5:17         |
| 4.  | «The National Front Disco»                      |               | 4:23         |
| 5.  | «Certain People I Know»                         |               | 3:11         |
| 6.  | «We Hate It When Our Friends Become Successful» |               | 2:29         |
| 7.  | «You're the One for Me, Fatty»                  |               | 2:58         |
| 8.  | «Seasick, Yet Still Docked»                     |               | 5:07         |
| 9.  | «I Know It's Gonna Happen Someday»              | Невин         | 4:20         |
| 10. | «Tomorrow»                                      |               | 4:05         |